# Stora Ällagyl
Stora Ällagyl är en sjö i Ronneby kommun i Blekinge och ingår i Bräkneåns huvudavrinningsområde.